# Ross 154
Ross 154 és una estrella situada a la constel·lació del Sagitari, a 9,68 anys llum de la Terra, el que la fa la setena estrella per ordre de distància al Sol. Es tracta d'una nana roja descoberta el 1925 per l'astrònom Frank Elmore Ross. També és possible que es tracti d'una variable fulgurant. El seu veí més proper és l'estrella de Barnard.